# Sázava (Vysočina)
Sázava (in tedesco Sasau) è un comune ceco situato nel distretto di Žďár nad Sázavou, nella regione di Vysočina.